# Funtua
Funtua – miasto w Nigerii, w stanie Katsina. Według danych szacunkowych na rok 2009 liczy 74 916 mieszkańców..
W mieście rozwinął się przemysł skórzany.